# Château d'Ormesson
Pour les articles homonymes, voir Ormesson.
Le château d'Ormesson est un édifice construit au XVIe siècle pour Louis Picot de Santeny puis agrandi au XVIIIe siècle pour la famille Lefèvre d'Ormesson. 
Il est situé dans la commune d'Ormesson-sur-Marne, dans le département français du Val-de-Marne en région Île-de-France. 

## Histoire
Le château actuel prend place non loin d'une ancienne bâtisse qu'il vient remplacer. Il est construit à l'initiative de Louis Picot, seigneur de Santeny et se trouve alors dans le bourg d'Amboile (ancien nom de la commune). Édifié à partir de 1578, 
Le domaine passe fugacement aux mains du cardinal René de Birague, mais celui-ci décédant en 1583, il est acheté par le marquis de Malespine. 
En 1598, Louis II Picot rachète les terres d'Amboile au marquis, puis s'en sépare pour de bon en 1619 au profit de Nicolas Le Prévost, conseiller du roi au bailliage et présidial d'Amiens. Au décès de Nicolas Le Prévost, en 1630, le domaine revient à sa veuve Marie Le Mairat, puis à son gendre André Lefèvre d'Ormesson, deux ans plus tard, celui-ci ayant épousé sa fille unique, Anne Le Prévost le 10 juillet 1604. Le domaine passe ensuite à l'aîné de leurs dix enfants, Olivier Lefèvre d'Ormesson, qui le reçoit à l'occasion de son mariage avec Marie de Fourcy, le 2 juillet 1640. Celui-ci fait alors appel, vers 1660, au jardinier paysagiste André Le Nôtre en vue de réorganiser les jardins.

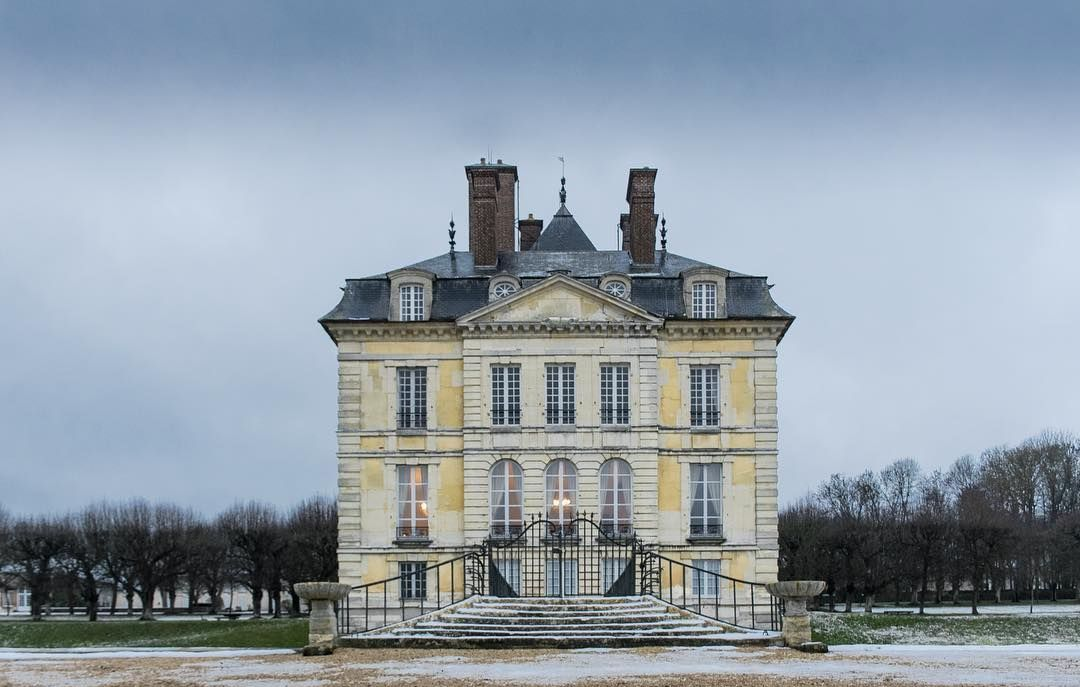
Façade côté jardin

En 1758, Marie François de Paule Lefèvre d'Ormesson, arrière-petit-fils du précédent, se voit accorder par le roi Louis XV, l'élévation de ses terres en marquisat, occasionnant la disparition du nom de la commune d'Amboile en celui d'Ormesson. Ce nom porté par la  famille Lefèvre d'Ormesson provient à l'origine d'un château situé au nord d'Epinay-sur-Seine, abandonné par la famille au profit de celui d'Amboile.
Marie François de Paule Lefèvre d'Ormesson fait appel à l'architecte Antoine Matthieu Le Carpentier, en vue d'agrandir et de modifier la demeure, et envisage également de remplacer les anciens communs et dépendances par des bâtiments plus au goût du moment, seconde phase du projet qui néanmoins, n'aboutira pas. Une partie de ces communs sont occupés par Matthieu de Montmorency-Laval, ami de Madame de Staël et de Benjamin Constant, et élu député de la noblesse aux États généraux (où il est, alors, le plus jeune élu), ayant pris une part significative à la préparation de la nouvelle Constitution.
En ce temps, le propriétaire des lieux est Henri Lefèvre d'Ormesson, contrôleur général des finances du roi Louis XVI jusqu'en 1783 puis conseiller d'État ordinaire à partir de 1785, et ayant participé à la rédaction du règlement électoral pour la convention des États généraux de 1789. Si le marquis traverse la Révolution sans trop d'encombres en raison de sa popularité, il est néanmoins emprisonné, durant un peu moins de sept mois, sous la Terreur.
Durant tout le XIXe siècle, le domaine voit défiler plusieurs générations de conseillers d'État, magistrats, diplomates, écrivains. Au début du XXe siècle, Wladimir d'Ormesson rachète le domaine à son oncle le Général-Marquis Emmanuel d'Ormesson. Wladimir d'Ormesson remet le Domaine en état. Né en 1888, il combat durant la Première Guerre mondiale. Blessé en 1916, il rejoint le futur maréchal Lyautey , au Maroc, en tant qu'officier d'ordonnance. Après la Guerre, il devient journaliste pour Le Figaro et la Revue des Deux Mondes, ainsi que Maire d'Ormesson-sur-Marne de 1919 à 1925. Il crée le Golf d'Ormesson en 1925 (plus tard reconstruit par son fils André, à partir de 1964). Avant et après la Seconde Guerre mondiale, il est nommé tour à tour ambassadeur de France  près le Saint-Siège au Vatican, puis en Argentine. Il est élu à l'Académie française en 1956, où il occupe le fauteuil 13. Il prend la présidence de l'ORTF en 1964, puis se retire au château en 1973. Il est le dernier à y résider de façon permanente et à son décès, son fils, André, en hérite, mais loge dans les dépendances. André d'Ormesson s'éteint en 2014, le domaine continue d'être habité par sa veuve, qui s'éteint à son tour en 2020, ainsi que par ses filles. 
Le château est aujourd'hui[Quand ?] la propriété de la Société civile du domaine d'Ormesson dont le gérant est Charles Peugeot, petit-fils d'André d'Ormesson et descendant de la lignée d'industriels automobile.[réf. nécessaire]. Le château est ouvert au public, depuis 2015, à l'occasion des journées européennes du patrimoine.

## Architecture
Le château actuel est bâti à la fin du XVIe siècle, en pierres de taille et briques, manifestement sous l'influence d’un ouvrage d’architecture de Jacques Androuet du Cerceau. Il se compose alors d'un plan carré sur trois niveaux, flanqué de quatre tours aux angles montées sur trompes.
Un second corps de bâtiment, côté jardin, est construit par l'architecte Antoine Matthieu Le Carpentier vers 1760. Celui-ci, d'architecture classique, se compose de quatre niveaux, dont un, sous combles mansardés. L'architecte modifie également l'entrée principale ainsi que les toitures des tours, passant de possibles toit à l'impériale à des mansardes, plus en accord avec la nouvelle extension.
L'édifice prend place au sein d'un vaste domaine de 140 hectares dont 54 hectares de parcours de golf et 66 hectares de parc classé.
La pièce d'eau entourant le château est alimentée par le Morbras.

## Protection
Le château fait l'objet de deux classements aux monuments historiques, une première fois sur la liste de 1889, puis une seconde fois par arrêté du 25 mars 1993.